# Śmierć Don Juana
Śmierć Don Juana – opera („akcja sceniczno-muzyczna”) Romana Palestra, w siedmiu scenach i dwóch parabazach, do której libretto napisał kompozytor według francuskojęzycznego dramatu Oskara Miłosza. Jej prapremiera polska (i w języku polskim w przekładzie Bronisławy Ostrowskiej) miała miejsce w Wieliczce 19 września 1991 roku w wykonaniu zespołu Opery Krakowskiej.

## Osoby
- Don Miguel Manara – baryton
- Girolama de Mendoza – sopran
- Córa Ziemi – sopran
- Nieznajomy – bas
- I Duch Ziemi – sopran
- II Duch Ziemi – alt
- mnisi, duchy[1].

## Treść
Akcja rozgrywa się w Hiszpanii w XVII wieku. Sędziwy Miguel Manara (uosobienie Don Juana) jako mnich rozmyśla nad swoim przeszłym życiem i wątpi, czy zostanie zbawiony. Nawiedzają go duchy przeszłości i tajemnicze zjawy.